# Île Bowman
 (octobre 2022).
Si vous disposez d'ouvrages ou d'articles de référence ou si vous connaissez des sites web de qualité traitant du thème abordé ici, merci de compléter l'article en donnant les références utiles à sa vérifiabilité et en les liant à la section « Notes et références ».
L'île Bowman est une île recouverte de glace, d'environ 39 kilomètres de long et 3 à 10 kilomètres de large, en forme de chiffre huit. L'île s'élève au-dessus de la partie nord-est de la barrière de Shackleton, qui enferme partiellement l'île, 40 kilomètres au nord-est du cap Elliott (en). 

## Historique
Elle est découverte le 28 janvier 1931 par l'expédition britannique BANZARE dirigé par Sir Douglas Mawson, qui l'a nommé en l'honneur d'Isaiah Bowman, alors directeur de la société américaine de géographie.